# UCI World Tour 2014
L'UCI World Tour 2014 è la quarta edizione del circuito organizzato dall'UCI, che sostituisce il vecchio calendario mondiale.
Ad imporsi nella graduatoria finale fu lo spagnolo Alejandro Valverde in forza alla Movistar Team, la quale si aggiudicò la classifica a squadre.

## Squadre
Le squadre che vi partecipano sono diciotto, rappresentanti undici diversi Paesi.
- Australia
  - Orica-GreenEDGE

- Belgio
  - Omega Pharma-Quickstep Cycling Team
  - Lotto-Belisol

- Francia
  - AG2R La Mondiale
  - FDJ.fr
  - Team Europcar
- Gran Bretagna
  - Team Sky

- Italia
  - Cannondale
  - Lampre-Merida

- Kazakistan
  - Astana Pro Team

- Paesi Bassi
  - Belkin Pro Cycling Team
  - Team Giant-Shimano
- Russia
  - Team Katusha
  - Tinkoff-Saxo

- Spagna
  - Movistar Team

- Stati Uniti
  - BMC Racing Team
  - Garmin-Sharp
  - Trek Factory Racing

## Calendario
Gli organizzatori hanno confermato le 28 prove dell'anno precedente.
| Corsa | Data                   | Evento                                 | Vincitore               | Squadra                | Leader della Cl. mondiale |
| ----- | ---------------------- | -------------------------------------- | ----------------------- | ---------------------- | ------------------------- |
| 1     | 21-26 gennaio          | Tour Down Under (2014)                 | Simon Gerrans           | Orica-GreenEDGE        | Simon Gerrans             |
| 2     | 9-16 marzo             | Paris-Nice (2014)                      | Carlos Alberto Betancur | AG2R La Mondiale       | Carlos Alberto Betancur   |
| 3     | 12-18 marzo            | Tirreno-Adriatico (2014)               | Alberto Contador        | Tinkoff-Saxo           | Carlos Alberto Betancur   |
| 4     | 23 marzo               | Milano-Sanremo (2014)                  | Alexander Kristoff      | Team Katusha           | Carlos Alberto Betancur   |
| 5     | 28 marzo               | E3 Harelbeke (2014)                    | Peter Sagan             | Cannondale Pro Cycling | Carlos Alberto Betancur   |
| 6     | 24-30 marzo            | Volta Ciclista a Catalunya (2014)      | Joaquim Rodríguez       | Team Katusha           | Alberto Contador          |
| 7     | 30 marzo               | Gand-Wevelgem (2014)                   | John Degenkolb          | Team Giant-Shimano     | Alberto Contador          |
| 8     | 6 aprile               | Giro delle Fiandre (2014)              | Fabian Cancellara       | Trek Factory Racing    | Alberto Contador          |
| 9     | 7-12 aprile            | Vuelta al País Vasco (2014)            | Alberto Contador        | Tinkoff-Saxo           | Alberto Contador          |
| 10    | 13 aprile              | Parigi-Roubaix (2014)                  | Niki Terpstra           | Omega Pharma           | Alberto Contador          |
| 11    | 20 aprile              | Amstel Gold Race (2014)                | Philippe Gilbert        | BMC Racing Team        | Alberto Contador          |
| 12    | 23 aprile              | Freccia Vallone (2014)                 | Alejandro Valverde      | Movistar Team          | Alberto Contador          |
| 13    | 27 aprile              | Liegi-Bastogne-Liegi (2014)            | Simon Gerrans           | Orica-GreenEDGE        | Alberto Contador          |
| 14    | 29 aprile-4 maggio     | Tour de Romandie (2014)                | Chris Froome            | Team Sky               | Alberto Contador          |
| 15    | 9 maggio-1º giugno     | Giro d'Italia (2014)                   | Nairo Quintana          | Movistar Team          | Nairo Quintana            |
| 16    | 8-15 giugno            | Critérium du Dauphiné (2014)           | Andrew Talansky         | Garmin-Sharp           | Alberto Contador          |
| 17    | 14-22 giugno           | Tour de Suisse (2014)                  | Alberto Rui Costa       | Lampre-Merida          | Alberto Contador          |
| 18    | 5-27 luglio            | Tour de France (2014)                  | Vincenzo Nibali         | Astana Pro Team        | Alberto Contador          |
| 19    | 2 agosto               | Clásica San Sebastián (2014)           | Alejandro Valverde      | Movistar Team          | Alejandro Valverde        |
| 20    | 3-9 agosto             | Tour de Pologne (2014)                 | Rafał Majka             | Tinkoff-Saxo           | Alejandro Valverde        |
| 21    | 11-17 agosto           | Eneco Tour (2014)                      | Tim Wellens             | Lotto-Belisol          | Alejandro Valverde        |
| 22    | 24 agosto              | Vattenfall Cyclassics (2014)           | Alexander Kristoff      | Team Katusha           | Alejandro Valverde        |
| 23    | 31 agosto              | Grand Prix de Ouest-France (2014)      | Sylvain Chavanel        | IAM Cycling            | Alejandro Valverde        |
| 24    | 12 settembre           | Grand Prix Cycliste de Québec (2014)   | Simon Gerrans           | Orica-GreenEDGE        | Alejandro Valverde        |
| 25    | 23 agosto-14 settembre | Vuelta a España (2014)                 | Alberto Contador        | Tinkoff-Saxo           | Alberto Contador          |
| 26    | 14 settembre           | Grand Prix Cycliste de Montréal (2014) | Simon Gerrans           | Orica-GreenEDGE        | Alberto Contador          |
| 27    | 5 ottobre              | Giro di Lombardia (2014)               | Daniel Martin           | Garmin-Sharp           | Alejandro Valverde        |
| 28    | 10-14 ottobre          | Tour of Beijing (2014)                 | Philippe Gilbert        | BMC Racing Team        | Alejandro Valverde        |

## Classifiche
Risultati finali.
| Pos. | Corridore            | Squadra       | Punti |
| ---- | -------------------- | ------------- | ----- |
| 1    | Alejandro Valverde   | Movistar      | 686   |
| 2    | Alberto Contador     | Tinkoff-Saxo  | 620   |
| 3    | Simon Gerrans        | Orica-GreenE. | 478   |
| 4    | Alberto Rui Costa    | Lampre-Merida | 461   |
| 5    | Vincenzo Nibali      | Astana        | 392   |
| 6    | Nairo Quintana       | Movistar      | 346   |
| 7    | Chris Froome         | Team Sky      | 326   |
| 8    | Alexander Kristoff   | Katusha       | 321   |
| 9    | Daniel Martin        | Garmin-Sharp  | 316   |
| 10   | J.-Christophe Péraud | AG2R La M.    | 300   |

| Pos. | Squadra                | Punti |
| ---- | ---------------------- | ----- |
| 1    | Movistar Team          | 1 440 |
| 2    | BMC Racing Team        | 1 212 |
| 3    | Tinkoff-Saxo           | 1 186 |
| 4    | Omega Pharma-Quickstep | 1 016 |
| 5    | Orica-GreenEDGE        | 953   |
| 6    | Team Katusha           | 938   |
| 7    | AG2R La Mondiale       | 919   |
| 8    | Team Giant-Shimano     | 905   |
| 9    | Team Sky               | 890   |
| 10   | Astana Pro Team        | 823   |

| Pos. | Nazione       | Punti |
| ---- | ------------- | ----- |
| 1    | Spagna        | 1 834 |
| 2    | Italia        | 1 070 |
| 3    | Belgio        | 1 006 |
| 4    | Francia       | 987   |
| 5    | Paesi Bassi   | 957   |
| 6    | Australia     | 869   |
| 7    | Colombia      | 814   |
| 8    | Gran Bretagna | 721   |
| 9    | Germania      | 640   |
| 10   | Polonia       | 565   |